# 厚東武景
厚東 武景（ことうたけかげ、生没年不詳）は、平安時代末期から鎌倉時代初期にかけての武将。厚東氏8代当主。7代厚東武光の子。子に9代厚東武能がいる。姓は物部。
長門国厚東郡郡司。厚東太夫。父武光から長門守護を引き継ぐ。
承久年間、鎌倉にて死去。法名は寂尊。
上記の事から、厚東氏はこの頃に鎌倉幕府の御家人と化していたと思われる。